# Station Slough
\
Station Slough is een spoorwegstation aan de Great Western Main Line in de Engelse plaats Slough (graafschap Berkshire). Het is gelegen in de gemeente Slough.

## Geschiedenis
Het eerste deel van de Great Western Railway (GWR) werd op 4 juni 1838 geopend tussen Paddington en Maidenhead. Het traject liep langs Slough maar de concessie stond niet toe om zonder toestemming van de provoost van Eton College een station te bouwen binnen een straal van 4,8 km rond Eton. Het station kwam er dus niet maar het stoppen van treinen was niet verboden en door een kaartverkoop in de Crown Inn konden reizigers toch per trein van en naar Slough. Het hoofd van Eton College, Dr. John Keate, verzette zich tegen voorstellen om een station dichter bij Eton College te bouwen dan Slough, omdat hij vreesde dat het "de discipline van de school, de studies en het amusement van de jongens zou verstoren, de gezondheid van de plaats zou beïnvloeden, de toename van overstromingen zou beïnvloeden en zelfs het leven van jongens in gevaar zou brengen". Dit leidde ertoe dat station Slough, althans tijdelijk, het Royal Station werd. Het is veel groter en grootser dan andere stations in het gebied vanwege de rol als Koninklijk station.
Door de functie van koninklijk station werd Mackenzie Street, de toegangsweg tussen de Great West Road (Slough High Street) en het station, veel breder dan een invalsweg anders had moeten zijn zodat er genoeg ruimte was voor de rijtuigen en entourage van de koningin. Slough High Street maakte oorspronkelijk deel uit van de Great West Road, die nu is omgeleid via Wellington Street, waardoor de High Street grotendeels tot voetgangersgebied kon worden omgebouwd. Zo werd Mackenzie Street in 1970 een doodlopende straat toen Wellington Street werd herontwikkeld en maakt nu deel uit van het Queensmere Shopping Centre. De rest van Mackenzie Street, ten noorden van de herontwikkelde Wellington Street, werd (samen met Station Approach) omgedoopt tot Brunel Way. Tegenover het station stond ooit het even grote Royal Hotel.
Het stationsverbod werd in 1840 opgeheven en GWR opende alsnog een station in Slough. In 1842 reisde Koningin Victoria voor het eerst per trein van Slough naar Bishop's Bridge (Paddington). In 1849 werd een zijlijn van Slough naar Windsor & Eton Central geopend zodat de Koningin al bij Windsor Castle de trein kon nemen. De reistijd tussen Slough en Windsor bedraagt 6 minuten. Eveneens in 1849 werd de Windsor & Eton Riverside Railway geopend ondanks de tegenstand van Eton College.
Vanaf 1 maart 1883 werd het station bediend door de dienst tussen Mansion House en Windsor & Eton van de District Railway. Omdat deze dienst onrendabel bleek werd deze op 30 september 1885 gestaakt.
Op 8 september 1884 werd het oorspronkelijke station gesloten en vervangen door het huidige station, 200 m ten westen van het oude.

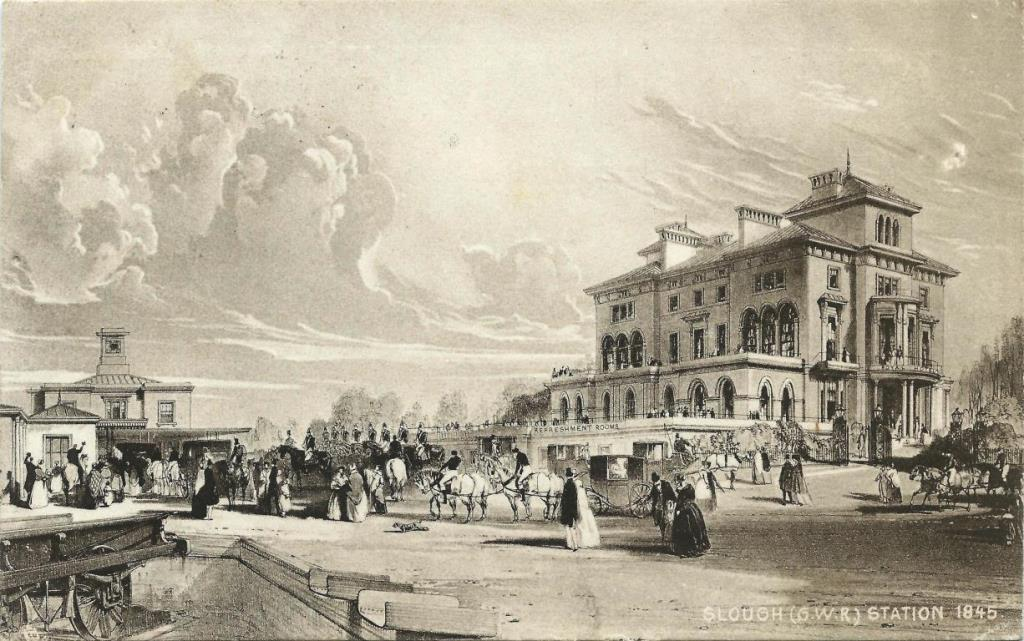
Station (links) en Hotel (rechts) in 1845.
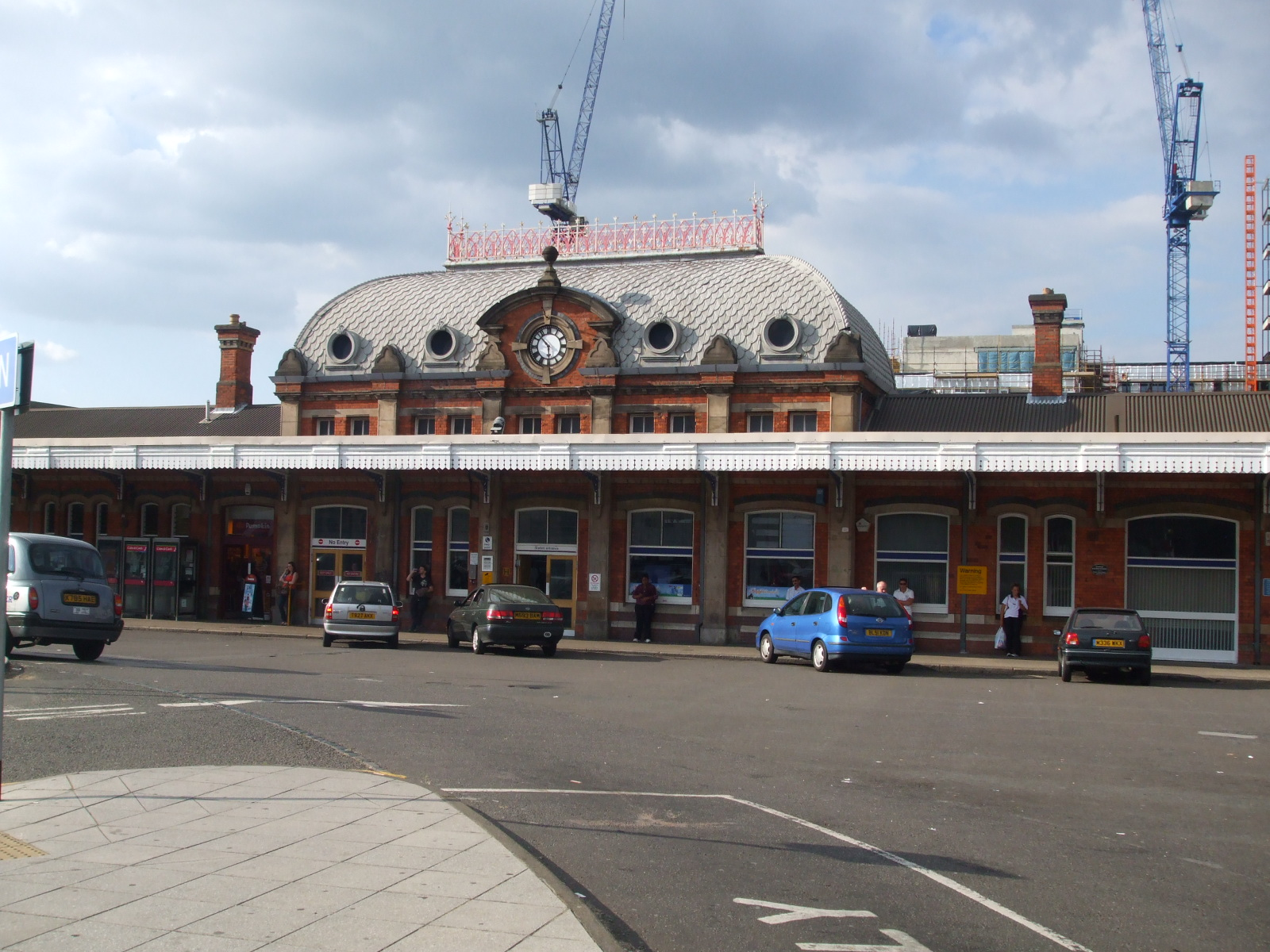
Het stationsgebouw uit 1884.

## Voorvallen

### Moord
Op 1 januari 1845 vermoordde John Tawell, die net was teruggekeerd uit Australië, zijn geliefde, Sarah Hart, in Salt Hill in Slough door haar een, met kaliumcyanide vergiftgd, glas stout te geven. Hij sloeg op de vlucht en werd door verschillende ambtenaren achtervolgd. Op het station nam hij de trein naar Paddington. De in 1843 geplaatste elektrische telegraaf in het station werd gebruikt om het signalement door te sturen naar Paddington, Tawell werd opgespoord en opgepakt. Hij werd veroordeeld wegens moord en op 28 maart 1845 geëxecuteerd in Aylesbury. Dit zou de eerste keer zijn dat de telegraaf betrokken was bij de aanhouding van een moordenaar.

### Ongeval 1900
Op 16 juni 1900 reed een sneltrein van Paddington naar Falmouth Docks twee maal door rood en botste op de stoptrein van Paddington naar Windsor die in het station stond. De bestuurder van de sneltrein merkte het tweede rode sein pas vlak voor het perron op, hij gebruikte de noodrem en zette de locomotief in de achteruit maar kon de aanrijding niet voorkomen met vijf doden in de stoptrein tot gevolg. Het officiële onderzoek oordeelde dat een primaire oorzaak van het ongeval de slechte fysieke conditie van de bestuurder was, vanwege zijn leeftijd (60 jaar) en vermoeidheid; het ongeluk gebeurde om 13.41 uur en hij was die ochtend om 05.00 uur begonnen. De conducteur en de stoker van de sneltrein werd verweten dat ook zij de rode seinen niet hadden opgemerkt. Dit ongeluk speelde een belangrijke rol bij de introductie van Automatic Train Control op de Great Western Railway. 

### Ongeval 1994
Op de avond van 2 november 1994 reed een Class 165 door het stootblok op het einde van spoor 6. Het treinstel kon niet op tijd remmen door gladde sporen bij de nadering van een kruiswissel. Geschat wordt dat de trein zijn snelheid slechts had verlaagd van 90 km/u tot ongeveer 50 km/u op het moment van botsing, blijkbaar slippend over een afstand van 1.100 m over drie wissels met een toegestane snelheid van 40 km/u en het kopspoor waar slechts 24 km/u was toegestaan. Bewijsmateriaal dat ter plaatse door onderzoekers werd verzameld, suggereerde dat de trein, als er geen stootblok had gestaan, nog 830 m was doorgegleden. Op de bewuste avond was er lichte motregen geweest. 
Dit was slechts een van een aantal gevallen waarin Class 165/166 treinstellen waren doorgeschoten langs perrons of zelfs door rood. Deze incidenten leidden tot bijscholing van de bestuurders en het aanleren van defensieve rijtechnieken tijdens het herfstbladseizoen. De belangrijkste oorzaak bleek de overgang van het remsysteem met remblokken (die het wiel effectief reinigden telkens wanneer de remmen werden gebruikt) bij de oudere vloot dieseltreinstellen naar schijfremmen, waardoor de mulch van de rails zich aan het wiel kan hechten, wat leidt tot te weinig frictie. Dit leidde ook tot regelmatig schuren van de rails op alle getroffen lijnen.

## Ligging en inrichting
Het station ligt net ten noorden van de plaats Slough, aan de noordkant van de A4 op 29,7 km ten westen van Paddington. Het station is in handen van Great Western Railway. Langs dit station rijden treinen van London Paddington naar Reading. Het station is ook een eindpunt van een pendeldienst op een zijlijn naar Windsor & Eton Central. Het telt twee perrons. Het station ligt op korte loopafstand van het busstation en heeft een taxistandplaats direct voor de deur. Het kent camerabewaking die de hele nacht loopt. Er zijn OV-poortjes voor beide ingangen op perron 2 (de hoofdingang, aan de zuidkant van het station) en 5 (aan de noordkant), die zowel papieren als digitale kaartjes accepteren, evenals contactloos betalen.

### Brunel
De oorspronkelijke stationsgebouwen uit het Brunel-tijdperk in Slough waren van houtbouw en lagen aan de zuidkant, d.w.z. de stadszijde, van de spoorlijn. Er waren twee sporen elk met een stationsgebouw en een perronhal, die afzonderlijk de treinen naar London (up) respectievelijk Bristol (down) bedienden. Door een ingewikkelde combinatie van overloopwissels was het mogelijk om een trein van de ene hal naar de andere te verplaatsen.

### Danks
In 1882 begon de bouw van het huidige stationsgebouw dat door J.E. Danks in de Empirestijl werd ontworpen. Het gebouw werd in 1884 geopend en is het vijfde op deze locatie. De gebouwen zijn grotendeels intact gebleven, hoewel sommige van de wachtkamers op het eilandperron in de jaren 70 van 20e eeuw werden gesloopt voordat het station op de monumentenlijst stond.
Het is een bijna uniek ontwerp aan de Great Western Railway, slechts één ander, veel kleiner, station werd gebouwd in dezelfde stijl. De opvallenste architectonische details zijn de ongewone geschulpte dakpannen en het decoratieve ijzerwerk rond de top van de gebouwen. Het hoofdgebouw staat wederom aan de zuidkant van de sporen en aan de noordkant staat een kleinere versie, de beide gebouwen zijn via een loopbrug met elkaar en het eilandperron verbonden. Na afloop van de stoomtractie is het emplacement bij Slough enigszins vereenvoudigd. In zijn hoogtijdagen had elke hoek van het station een soort zijspoor of perron. Rond het station zijn nog, op het eerste gezicht onverklaarbare, architectonische sporen op de plaatsen waar deze voorzieningen waren:
- Parallel aan en ten zuiden van het huidige spoor 1, het kopspoor naar Windsor, waren twee extra zijsporen en een laadperron. Dit werd later gebruikt voor het laden van tanks, van de Royal Alexandra Barracks in Windsor, op platte goederenwagens (bijv. 'Rectank' en 'Warwell' wagons) voor verder vervoer per spoor. De zijsporen werden in de jaren 1980 verwijderd en vervangen door een toegangsweg, op spoorniveau, onder de Stoke Road Bridge naar het West Car Park, een parkeerterrein op de plaats van de vroegere locomotievenloods. Eén zijspoor was even lang als het kopspoor en in 2009 stond het stootblok er nog al was het spoor allang opgebroken.
- Aan het Londense einde van spoor 2 ('Down Main'-diensten) was een zeer kort zijspoor, in een vreemde hoek ten opzichte van het spoor. Dit werd waarschijnlijk gebruikt voor het laden van rijtuigen op platte wagons. Het is lang geleden verwijderd.
- Spoor 6, voor het stoppen van diensten naar Londen, werd voorzien van een zijspoor tussen de hoofd- en hulplijnen aan de oostkant van het station. Dit werd gebruikt voor het opslaan van de lokale trein tussen de diensten. Dit opstelspoor werd verwijderd in de jaren 1980.
- Aan de westkant van spoor 5, dat aan de noordkant van het station ligt, lagen twee lange zijsporen langs een laadperron. Deze werden gebruikt om bestelwagens en vrachtwagens vervaardigd in ford's Langley fabriek op platte wagons te laden. In de jaren 1970 werd één opstelspoor opgeheven en werd het terrein omgebouwd tot pakketafhandeling compleet met luifel. Het was niet ongewoon om verschillende pakketwagens te zien die daar werden gestald, en af en toe een class 08 rangeerloc van Slough Goods Yard. Dit resterende zijspoor werd in de jaren 1990 ingekort tot het einde van het perron en wordt nu gebruikt als opstelpunt voor een stopmachine en andere machines voor het spoorwegonderhoud.
- Er was nog een perron – aan de westkant van het station, tussen spoor 3 en 4. Wie goed kijkt naar de perronkappen ziet dat er ruimte is tussen de perronkappen. Hier lag aanvankelijk een kopspoor en de opening was om bedoeld om stoom te laten ontsnappen. Dit kopspoor werd gebruikt voor de pendeldienst naar het Slough Trading Estate Railway station op het Trading Estate. Het kopspoor werd buiten gebruik gesteld toen de diensten aan het Handelsdomein in 1956 eindigden.
- Een voormalig gebouw van de Great Western Railway op het stationsterrein herbergt het hoofdkantoor van de Slough & Windsor Railway Society.

### Crossrail
Slough was in de plannen van Crossrail opgenomen als onderdeel van hun oost-west lijn, de Elizabeth line. De bouw van de Elizabeth line begon in 2008 en zou eind 2018 geopend worden. Het bovengrondse deel van deze lijn ten westen van de stad bestaat uit bestaande spoorlijnen en stations, waaronder Slough, die zijn aangepast voor stadsgewestelijk verkeer. Belangrijke veranderingen vonden plaats in het kader van het Crossrailproject, waaronder:
- Verlenging van de perrons 2-5 om langere treinen tot twaalf rijtuigen te kunnen afhandelen.
- Een tweede loopbrug met trap en lift naar alle perrons.
- De toevoeging van een babyverschoonruimte en een pakjeskantoor.

Daarnaast vonden verbouwingen plaats om plaats te maken voor de bovenleiding van de Great Western Main Line. Perronkappen werden ingekort en spoor 6 werd gesloten na enkele jaren onbruik.
De Elizabeth Line werd echter pas op 17 mei 2022 geopend, vooruitlopend hierop nam Transport for London op 15 december 2019 de stadsgewestelijke diensten ten westen van Paddington onder haar hoede onder de naam TfL Rail. De diensten ten westen van Paddington worden sinds 24 mei 2022 gereden onder de naam Elizabeth line al moesten reizigers, tot 6 november 2022, in Paddington overstappen tussen de bovengrondse perrons van het westelijke deel van de lijn en de ondergrondse perrons van het oostelijke deel van de Elizabeth line.

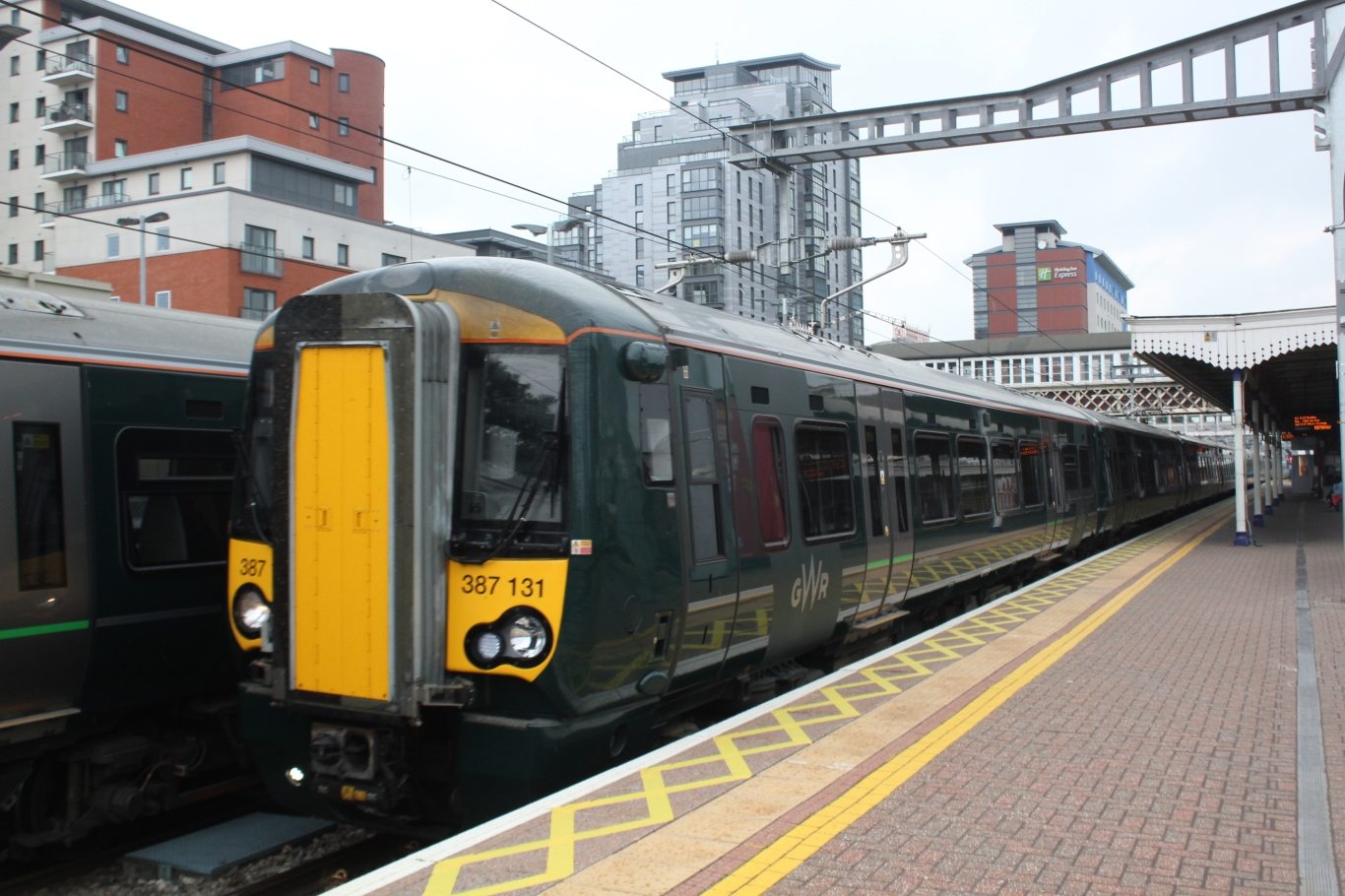
Een trein van GWR op weg naar Londen.
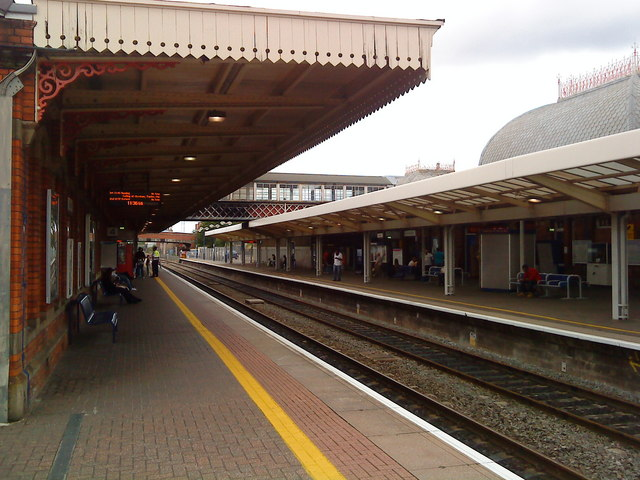
Spoor 4 richting Reading en spoor 5 richting Londen.
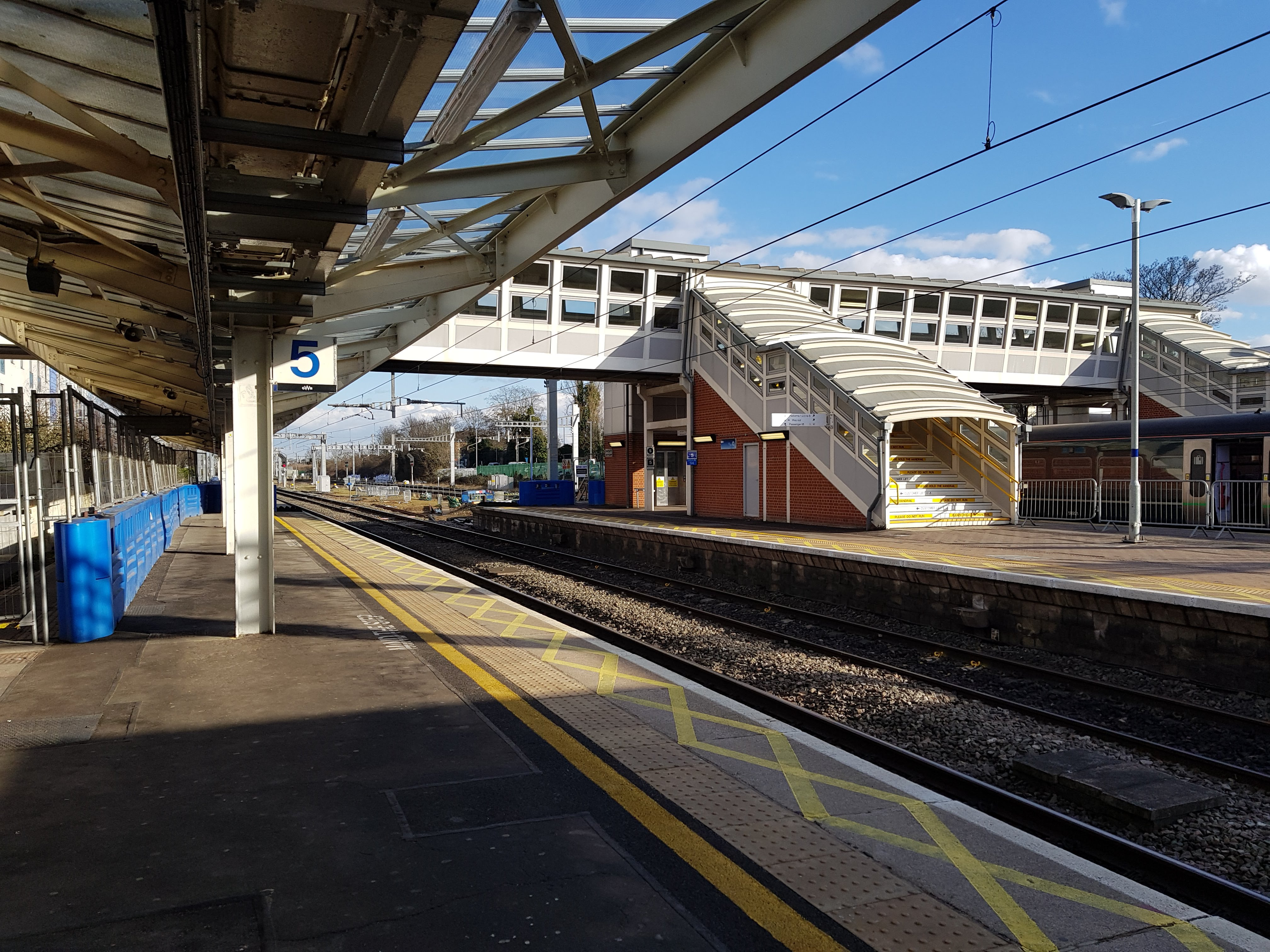
De tweede loopbrug op 7 maart 2018.

De sporen zijn genummerd van zuid naar noord, spoor 1 is het kopspoor voor de zijlijn naar Windsor bij de westgevel van het stationsgebouw. De sporen 2 en 3 worden gebruikt door de Great Western Railway en de sporen 4 en 5 door de Elizabeth line.

## Reizigersdienst
De reizigersdienst wordt onderhouden door de Great Western Railway, met diensten naar Paddington, Reading, Oxford en Didcot Parkway; en door de Elizabeth line met stopdiensten tussen Abbey Wood en Reading. Daarnaast is het station eindpunt voor treinen vanuit Windsor.
De normale dienst in de daluren van maandag tot en met zaterdag omvat:
- 4 treinen per uur naar London Paddington (stoptrein)
- 2 treinen per uur naar London Paddington (non-stop)
- 2 treinen per uur naar Reading
- 2 treinen per uur naar Didcot Parkway
- 2 treinen per uur naar Oxford. Een aantal van deze diensten gaat verder naar Moreton-in-Marsh, Worcester Foregate Street, Great Malvernen Hereford
- 3 treinen per uur naar Windsor & Eton Central

In juli 2012 kondigde het ministerie van Transport plannen aan voor de Western Rail Approach naar Heathrow, een nieuwe spoorverbinding die directe diensten van Reading en Slough naar Heathrow Airport mogelijk moet maken. Vanaf 2016 is er een route gepland en is er een openbare raadpleging aan de gang. Onder voorbehoud van goedkeuring voorziet Network Rail dat de bouw zal plaatsvinden tussen 2019 en 2024.

## "Station Jim"

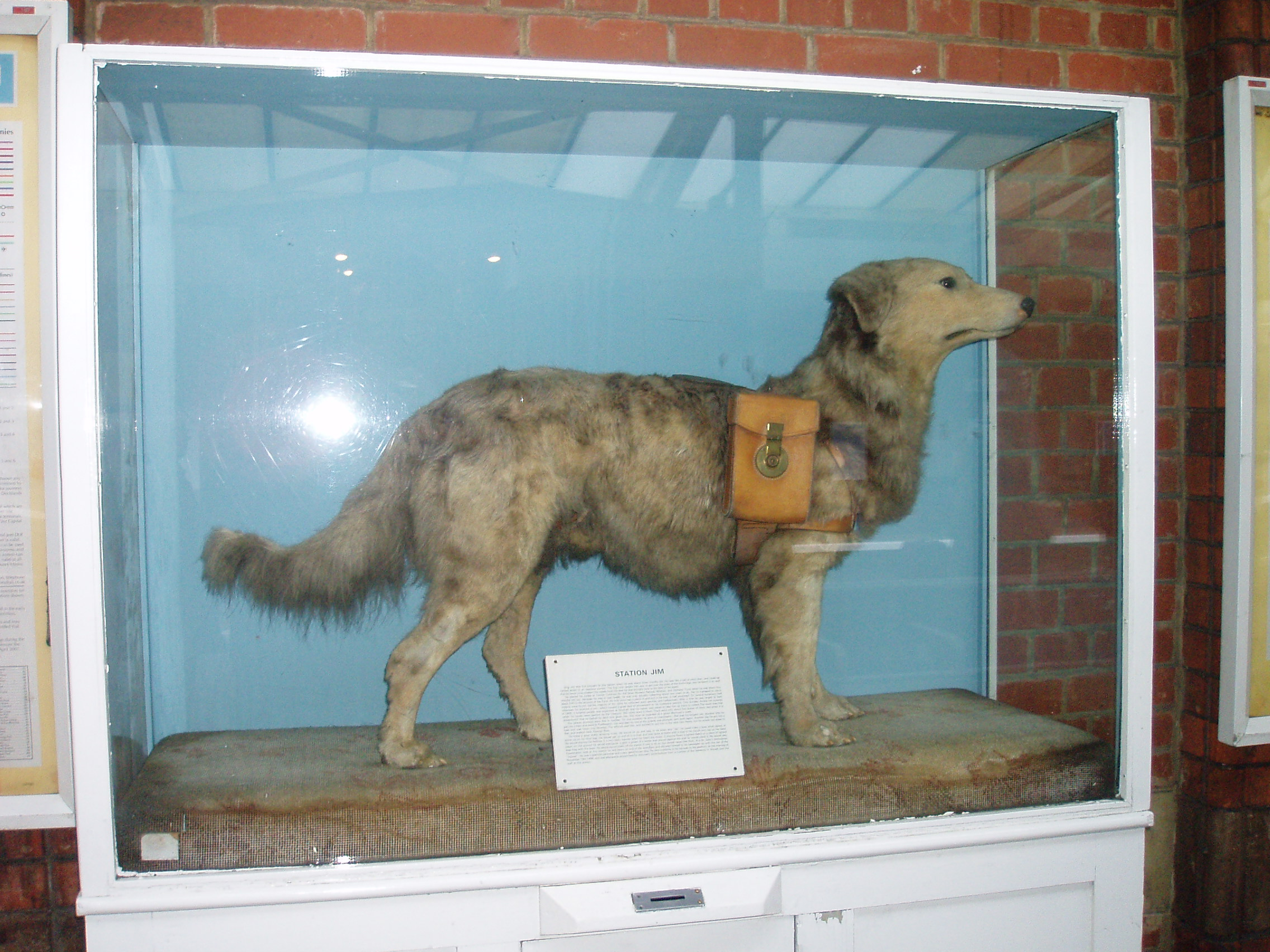
"Station Jim"

"Station Jim" (of Dog Jim), werd ingezet als collectehond op het treinstation van Slough voor het Great Western Railway Widows and Orphans Fund (weduwen en wezen fonds) van 1894 tot zijn dood in 1896. Na zijn dood werd hij opgezet tentoongesteld in een glazen kast met een collectegleuf. Station Jim's vitrinekast, die te vinden is op Perron 5, bevat een kopie van de originele inscriptie, geschreven na zijn dood, die zijn levensverhaal beschrijft:
Hond Jim kwam voor het eerst naar het station van Slough gebracht toen hij ongeveer drie maanden oud was. Hij was toen als een bolletje wol en kon in een overjaszak worden meegenomen. De eerste truc die hem werd geleerd was om over de trap van de loopbrug te komen, en hij leerde het zo goed dat hij nooit één keer de sporen overstak vanaf het moment dat hij hierheen werd gebracht tot aan zijn dood.
Hij begon zijn taken als collectehond voor het weduwen en wezen fonds toen hij ongeveer vier maanden oud was, maar omdat hij een slechte gezondheid had heeft hij slechts ongeveer twee jaar of zo dienst gedaan. Toch slaagde hij erin om ongeveer £ 40 in te zamelen voor het fonds. Er zat slechts één keer een stuk goud in de collectebus, een halve souvereign. Bij verschillende gelegenheden werden halve kronen gevonden, maar het merendeel van de munten die hij verzamelde waren centen en halfpennies. Na een tijdje leerde hij blaffen wanneer hij een munt ontving, wat veel vermaak veroorzaakte bij zijn talrijke gevers. Op een zondag in de zomer van 1896 werd een ziekenhuisparade georganiseerd in Southall, en zijn trainer werd gevraagd om hem daarheen te brengen om te verzamelen. Het resultaat was dat, toen zijn collectebussen werden geopend door de penningmeester er 265 munten in zaten. Er waren slechts ongeveer vijf zilverstukken, maar als men zich herinnert dat hij blafte voor elke munt die hem werd gegeven, moet dit worden beschouwd als een goedemiddag.
Zijn treinreizen waren schaars in aantal. Op een keer ging hij naar Leamington; dat was zijn langste rit. Een andere keer stapte hij in een trein en ging naar Paddington, maar werd gezien door een van de bewakers en prompt weer teruggestuurd. Op een andere dag stapte hij in een trein en werd hij naar Windsor gebracht. De ambtenaren zagen hem en wilden hem in de volgende trein naar huis zetten, maar hij wilde daar niet in mee gaan en liep terug door Eton.
Hij kende heel veel grappige trucjes. Hij ging rechtop zitten en smeekte, of ging liggen en "stierf"; hij kon desgevraagd een buiging maken, of op zijn achterpoten gaan staan. Hij stond op en ging in een stoel zitten en leek helemaal thuis met een pijp in zijn mond en pet op zijn hoofd. Hij uitte zijn gevoelens op een zeer luidruchtige manier als hij muziek hoorde. Als iemand een brandende lucifer of een stuk brandend papier op de grond gooide, doofde hij het met een grom. Als er een ladder tegen de muur werd geplaatst, beklom hij die. Hij zou met de jongens sprongkikker spelen; hij zou hen van het station begeleiden als hem dat werd opgedragen, maar zou hen nooit bijten. Bij een oefening van de St. John Ambulancedienst op dit station ging hij op een van de brancards liggen en liet zich samen met de rest van de "gewonden" verbinden. Hij was een prachtige zwemmer en een zeer goede huishond. Hij overleed plotseling in het harnas op het perron op de avond van 19 november 1896, en werd daarna hier geplaatst door vrijwillige bijdragen van een aantal bewoners in Slough en het personeel van dit station.
Het verhaal van "Station Jim" wordt genoemd in de historische achtergrondinformatie bij de BBC-film Station Jim uit 2001. Hoewel de film een weeshuis betreft, zijn de filmhond en de verhaallijn niet gebaseerd op het waargebeurde verhaal en speelt de film zich niet af in Slough.